# Comuna Ulfborg-Vemb
Ulfborg-Vemb (Ulfborg-Vemb Kommune) a fost o comună din comitatul Ringkjøbing Amt, Danemarca, care a existat între anii 1970-2006. Comuna avea o suprafață totală de 225,51 km² și o populație de 6.959 locuitori (în 2005), iar din 2007 teritoriul său face parte din comuna Holstebro.